# 헤라클레스자리-북쪽왕관자리 장성
헤라클레스자리-북쪽왕관자리 장성(영어: Hercules-Corona Borealis Great Wall, Her–CrB GW)은 은하로 구성된 100억 광년 이상의 초거대구조이다. 관측 가능한 우주에서 가장 거대하고 무겁다.
이 거대한 구조는 2013년 11월, 먼 우주에서 발생한 감마선 폭발 지도 제작에 의해 발견되었다. 천문학자들은 스위프트 감마선 폭발 임무와 페르미 감마선 우주 망원경, 콤프턴 감마선 관측선, 베포삭스(BeppoSAX), 그리고 INTEGRAL 위성의 데이터를 이용했다.
또한 헤라클레스-북쪽왕관자리 장성은 1991년부터 우주에서 가장 거대한 구조의 타이틀을 거머쥔 거대퀘이사군보다 더 거대한 것으로 알려진 최초의 구조이다.

## 특징
이 구조는 중력에 의해 모인 은하 필라멘트 이거나 거대한 은하의 군집이다. 가장 긴 부분의 길이는 약 100억 광년(3 Gpc)에 해당하는데, 이는 관측 가능한 우주의 직경의 약 1/9 (10.7%)에 해당한다. 짧은 부분은 72억 광년(2.2 Gpc, 적색편이 공간에서 150,000 km/s)이지만, 두께는 고작 9억 광년(300 Mpc)이다. 이는 우주에서 밝혀진 구조 중 가장 거대하다. 적색편이는 1.6~2.1 인데, 거리가 약 100억 광년에 해당한다. 위치는 장성의 이름과 동일한 별자리인 헤라클레스자리 및 북쪽왕관자리 방향의 하늘이다.

## 발견

강렬한 감마선 폭발의 상상도. 이러한 사건과의 연관성으로 추론된 것이긴 해도, 헤라클레스자리-북쪽왕관자리 장성을 찾아내었다.

감마선 폭발(GRB)은 우주에서 발견된 것 중 가장 강렬한 현상 중 하나로, 격변적인 폭발로 인한, 먼 곳에 있는 무거운 별의 죽음을 알려주는 매우 밝은 감마선 섬광이다. 감마선 폭발은 우리 은하와 같은 보통의 은하에서 수백만 년에 한 번 정도 밖에 일어나지 않을 정도로 매우 희귀하다. 현재 일반적으로 매우 무겁고 밝은 별이 이러한 사건을 야기 한다고 가설화되었다. 따라서, 감마선 폭발의 위치는 우주에서 물질의 탈동조화 흔적을 찾아내는 은하의 위치가 될 수 있다.
세계에서 가장 세련되고 성능이 좋은 감마선 망원경 일부를 이용한, 헝가리 부다페스트의 공공서비스 국립대학교(National University of Public Service)의 이슈트반 호바스와 졸트 바골리, 그리고 미국 사우스캐롤라이나 주의 찰스턴 대학교의 존 해킬라가 얻은 1997년에서 2012년 까지의 관측 데이터를 이용하여, 하늘은 31개의 감마선 폭발을 통해 각각 아홉 부분으로 세분되었다. 콜모고로프-스미르노프 검정을 이용하여 세분된 부분 중 하나에 대한 데이터에서, 31개의 감마선 폭발 중 14개가 폭 45˚, 1.6~2.1의 적색편이의 둥근 영역에 집중되어 있었다. 많은 감마선 폭발이 한 영역에서 발생했다면, 그 영역은 반드시 수천 개 또는 수백만 개까지의 은하의 탈동조화가 되어야만 한다.
연구팀은 현재 우주론적 모형에서, 이 발견이 매우 비현실적임을 발견했다. "이차원적 콜모고로프-스미노프 검정을 이용해서, 이 관측의 유의성은 0.05%보다 작은 것으로 확인했다. ... 그러한 편차를 찾는데 이항확률은 p=0.0000055이다."

## 균질성 문제
우주에서 어떠한 물질과 에너지의 분포 정도의 가시적 무작위 요동도 극단적으로 거대한 규모에서는 작게 여겨질 것이다. 이는 우주가 시공간 위치에 상관 없이 동일한 물리 법칙에 의해 지배된다는 기본적인 가정으로 우주가 완전히 균질하고 등방적일 것임을 의미한다.
헤라클레스자리-북쪽왕관자리 장성의 발견에 앞서, 우주에서 가장 큰 규모의 계층적 구조의 증거가 초은하단과 필라멘트 규모에서 보여졌다. 약 2억 5천만~3억 광년의 거대한 규모에서부터는 더 이상 프랙탈 구조가 보이지 않는다. 그래서 이를 "거대함의 끝"(End of Greatness)이라고 일컫는다. 이 규모에서 나타나는 균질성과, (우주배경복사로부터 측정된)우주의 겉보기 평균 밀도는 상한 균질성 규모가 그보다 약 4배 정도 큰 12억 광년임을 시사한다.(10억~12억 광년, 307~370 Mpc) 야다프 등은 우주의 프랙탈 차원에 기반하여, 최대 규모가 상한 균질성 규모보다 일관되게 작은 260/h Mpc일 수 있다고 주장했다. 일부 과학자들은 균질성 규모의 측정에 기반하여, 구조의 최대 크기가 약 70~130/h Mpc일 것이라고 주장하기도 했다. 그러나, 우주에서 물질의 균질하고 등방적인 분포에 따른 규모보다 거대한 구조는 예측되지 못했다. 그들의 주장에도 불구하고, 일부 구조는 그 규모를 일관되게 넘으면서 발견되었다. 그러한 구조는 다음과 같다.
- 클로즈-캄푸사노 LQG, 1991년에 발견되었고, 길이 630 Mpc으로, 상한 규모보다 약간 크다.
- 슬론 장성, 2003년에 발견되었고, 길이 423 Mpc으로,[12] 이 또한 상한 규모보다 약간 크다.
- U1.11, 2011년에 발견된 거대퀘이사군, 길이 780 Mpc으로, 상한 규모보다 두 배 크다.
- 초거대퀘이사군 (Huge-LQG), 2012년에 발견되었고, 길이 1.24 Gpc으로, 균질성 규모의 상한값보다 세 배 크다.[13] 그러나, 이 구조의 개개의 퀘이사가 서로 연관되어 있는지에 대한 가능성은 없다. 이는 이러한 구조의 존재의 불가능성의 증거를 제공한다.[14]
- 헤라클레스자리-북쪽왕관자리 장성은 상한 규모의 여덟 배로,[5] 균질성 규모를 크게 뛰어넘고 있다. 이에 따라, 우주의 다른 부분, 심지어 "거대함의 끝"의 규모에 있는 것과 비교하면 이 구조는 아직 불균질할 수도 있다. 그렇게 판단하면 우주 원리에 대한 의문을 해결할 수 있다.

## 진화 문제
The Her-CrB GW is larger than the theoretical upper limit on how big universal structures can be... Thus, it is a conundrum: it shouldn't exist but apparently does.
(헤라클레스자리-북쪽왕관자리 장성은 우주의 구조가 얼마까지 클 수 있는지에 대한 이론적 최대 한계보다 더 큽니다... 따라서 그 구조는 난제죠. 존재할 수가 없는데 분명히 존재하니 말입니다.)

현재 우주의 진화의 표준 모형인 람다-CDM 모형(ΛCDM)으로 알려진, 우주 대폭발의 현대적 매개변수화에 따르면, 우주는 그리스어 대문자, 람다(Λ)에 해당하는 암흑에너지와, 차가운 암흑물질(Cold Dark Matter, CDM)을 가지고 있는 것으로 나타난다. 이 모형에 따라, CDM의 그물과 유사한 실을 따라 형성된 은하 필라멘트와 같은 구조가 나타난다. 가장 큰 규모의 우주의 구조도 이 CDM이 지배하는 것으로 추정된다. CDM은 중력적으로 바리온 물질을 끌어당기는데, 천문학자들이 보는, 길고 얇은 초은하단 장벽은 바로 이 "보통"(normal) 물질이다.
이 모형과 잘 맞지 않는 새로 발견된 구조는, 어떤 우주의 진화에 관한 표준 모형에서도 존재하기에는 매우 크고, 매우 복잡하며, 또 매우 무겁다. 덧붙여서, 구조가, 100억 년 전 또는 빅뱅 거의 38억 년 후의 구조를 우리가 보고 있음을 의미하는, 100억 광년의 빛의 이동거리(light travel distance)라는 것도 주목해야 한다. 그러나, 우주의 진화에 관한 현대 모형은 겨우 빅뱅 30억 년 후에 일어난 그런 구조의 형성을 인정하지 않는다. 이는 암흑물질이 매우 짧은 시간에 충분한 바리온 물질을 끌어당겨 거대한 구조를 형성했다는 뜻이기 때문이다. 이 구조는 초기 우주에서 존재하기에는 그 자체로 매우 크고, 매우 복잡하다. 현재 이 구조의 존재를 설명하는 모형은 존재하지 않고 있다.

## 같이 보기
- CfA2 장성
- 물고기자리-고래자리 복합 초은하단
- 관측 가능한 우주